# 瓦利亞坎查山
11°52′12″S 76°2′40″W / 11.87000°S 76.04444°W
瓦利亞坎查山（Huallacancha），是秘魯的山峰，位於該國中部胡寧大區，處於卡爾瓦丘科山東南面、奧霍卡塔山以西和瓦伊利亞坎查山以北，屬於安第斯山脈中帕里亞卡卡山脈的一部分，海拔高度約5,500米。